# Bonneval-sur-Arc
Bonneval-sur-Arc là một xã thuộc tỉnh Savoie trong vùng Rhône-Alpes ở đông nam nước Pháp. Xã này nằm ở khu vực có độ cao từ 1759-3642 mét trên mực nước biển.